# Xã Allen, Quận Union, Ohio
Xã Allen (tiếng Anh: Allen Township) là một xã thuộc quận Union, tiểu bang Ohio, Hoa Kỳ. Năm 2010, dân số của xã này là 2.263 người.